# Pierre Brasseur (navigateur)
Pour les articles homonymes, voir Pierre Brasseur (homonymie) et Brasseur.
Pierre Brasseur, né le 2 mars 1980 à Amiens, est un navigateur français, vainqueur avec Yannick Bestaven de la transat Jacques-Vabre 2015 en Class40.

## Carrière sportive
Lors de la route du Rhum 2014 à bord du bateau Matouba, il finit à la cinquième place de sa catégorie (Class40) et 24e au classement général.